# Veste di Stato

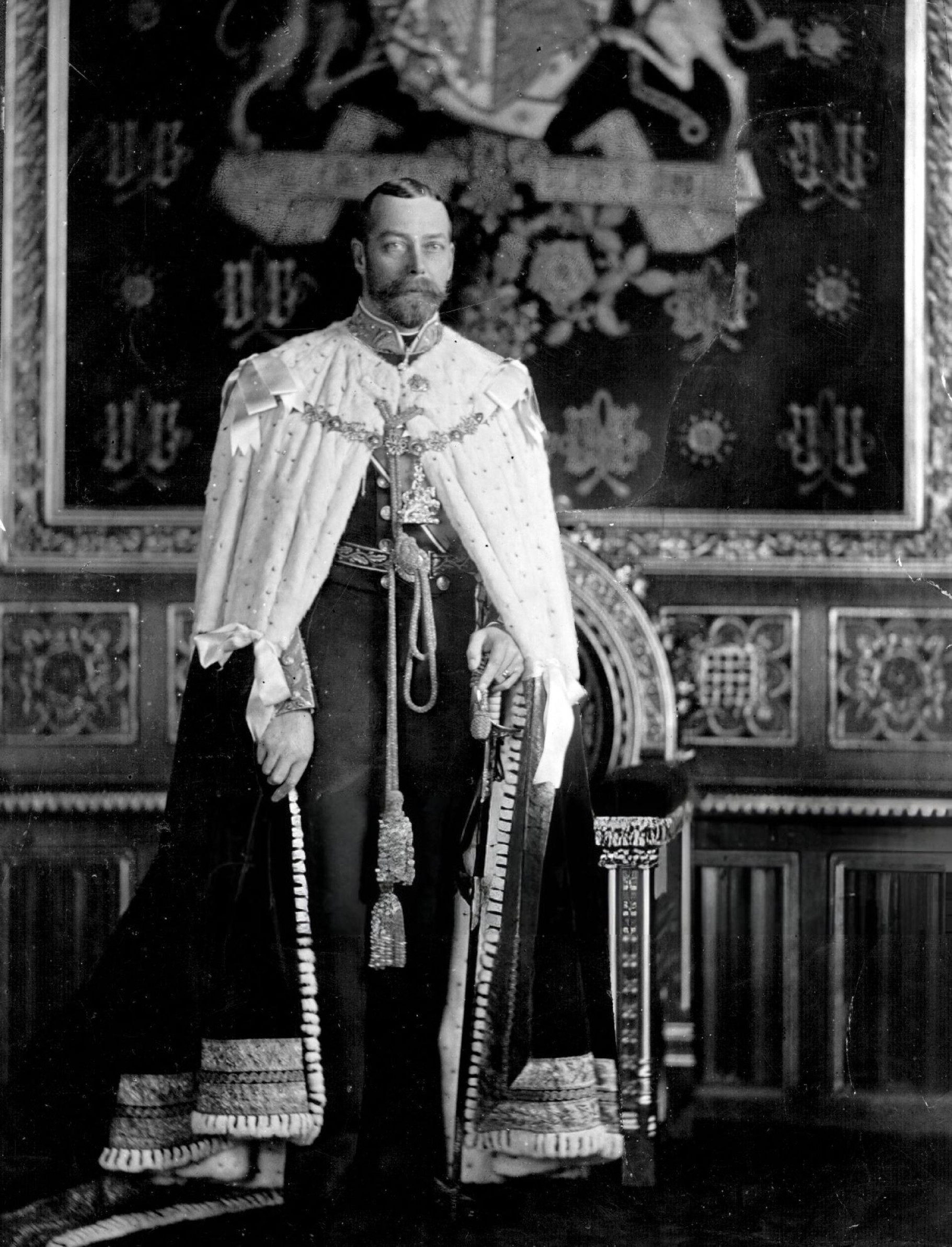
Re Giorgio V indossa la Veste di Stato all'inaugurazione del Parlamento, intorno al 1911

La Veste di Stato (in inglese: Robe of State; nota anche come Parliament Robe) è una veste indossata dal monarca britannico nelle occasioni di Stato. Un monarca solitamente se la fa fare per la propria incoronazione e la riutilizza quando partecipa all'inaugurazione del Parlamento all'inizio di ogni sessione legislativa. Tradizionalmente le vesti hanno un mantello di ermellino con un lungo strascico fatto di velluto color cremisi, rifinito in pizzo dorato e foderato di ermellino.

## Utilizzo
La Veste di Stato è indossata dal monarca per il suo ingresso nell'abbazia di Westminster per la sua incoronazione. Viene indossata successivamente per l'apertura di Stato del Parlamento e da questa associazione deriva il suo nome alternativo di Parliament Robe. I recenti re Edoardo VII, Giorgio V e Giorgio VI indossarono tutti il Cap of Maintenance insieme alla veste alle loro incoronazioni, ma Carlo III scelse di non farlo.  La Veste di Stato rimane in posizione durante il riconoscimento, l'acclamazione, la somministrazione del giuramento dell'Incoronazione e la prima parte del servizio della Comunione.
La Veste di Stato viene tolta per la cerimonia dell'unzione, durante la quale il monarca indossa la semplice Colobium sindonis ("tunica sudario") per simboleggiare che si sta spogliando della vanità mondana. Il monarca indossa poi la Supertunica, la Veste Reale e la Veste Imperiale per le parti finali della cerimonia. Durante l'Incoronazione il monarca viene rivestito dal lord gran ciambellano che è assistito dal Groom of the Robese e dal Master of the Robes o dalla Mistress of the Robes.

## Esempi
Una nuova Veste di Stato viene spesso commissionata prima di ogni incoronazione. Sono tradizionalmente nello stesso stile, un mantello di ermellino lungo fino alla vita con un lungo strascico di velluto cremisi, foderato di ermellino e rifinito in pizzo dorato.
La Veste di Stato di Giorgio III fu realizzata da Ede & Ravenscroft ed era formata da 36 iarde (33 m) di velluto rosso e 116 iarde (106 m) di pizzo dorato e veniva indossata sopra un abito fatto di stoffa dorata. La veste era larga 104 centimetri (41 pollici) e lunga 471,5 centimetri (185,6 pollici).
La Veste di Stato per l'incoronazione della regina Vittoria fu realizzata da John Hunter e costò £ 643 8s 9d. La veste fu riutilizzata da Elisabetta II per la sua prima apertura di Stato del Parlamento, prima che facesse realizzare la sua veste per la sua incoronazione.
Giorgio V indossò la Veste di Stato di suo padre, Edoardo VII, per la sua prima apertura di Stato del Parlamento, ma una nuova Veste di Stato fu realizzata per la sua incoronazione del 1911. Questa fu realizzata da Wilkinsons of Maddox Street, a Londra.
La Veste di Stato di Giorgio VI era di velluto cremisi, bordato di ermellino e con un bordo di pizzo dorato. La veste fu drappeggiata sulla bara del re durante l'esposizione pubblica della sua salma. Suo nipote, Carlo III, indossò la stessa veste per la sua incoronazione. Il velluto fu conservato dalla Royal School of Needlework, con la fodera e il pizzo dorato conservati da Ede & Ravenscroft.